# Pentalob

Schraubenkopf einer Pentalobularschraube

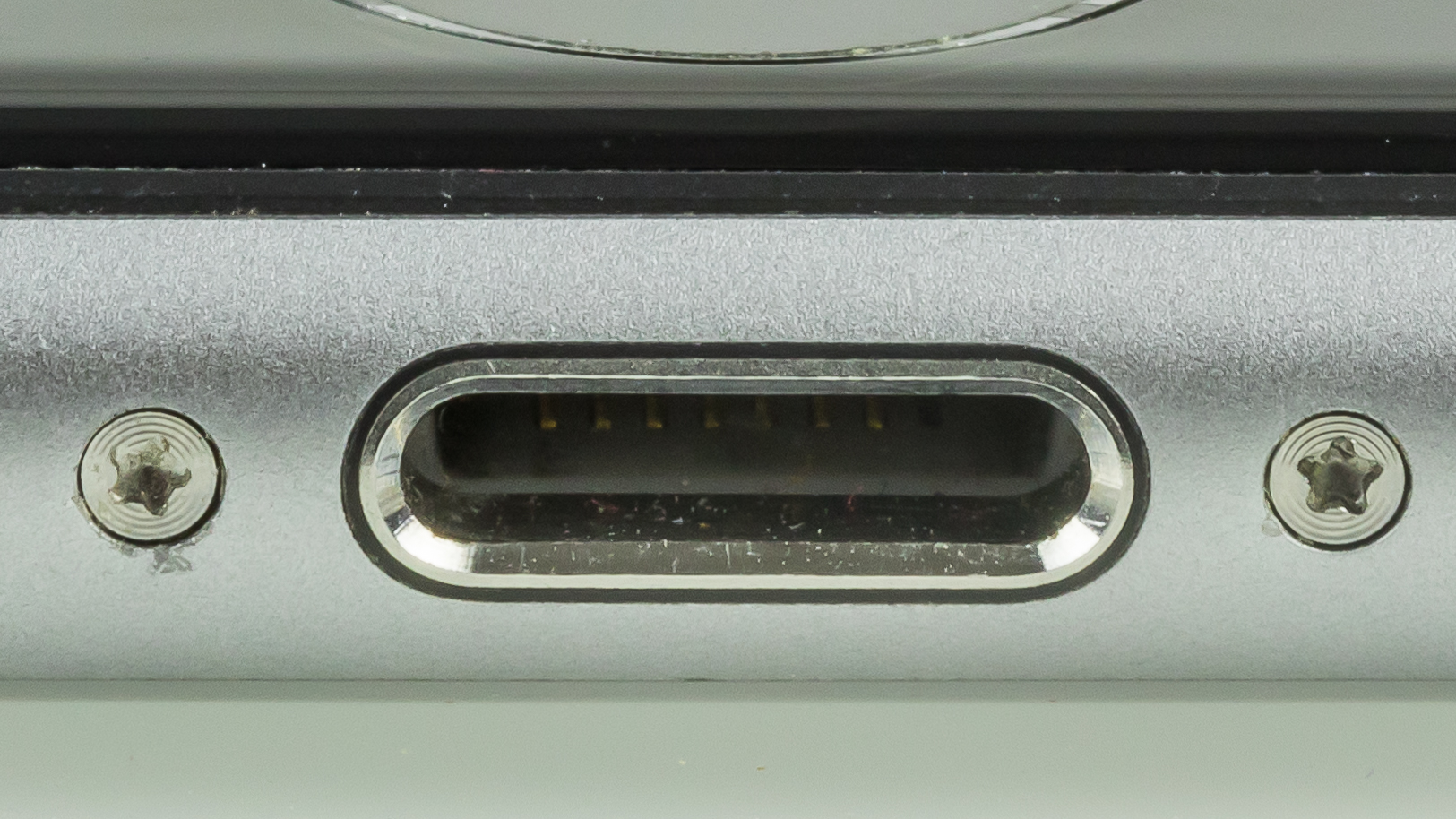
Zwei Pentalob-Schrauben links und rechts des Lightning-Anschlusses an einem iPhone 6s

Als Pentalob, Pentalobe oder Pentalobular (von altgriechisch πέντε pénte „fünf“ und λοβός lobós „Lappen“, entsprechend „fünflappig“) werden fünflappige, blütenförmige Schraubenkopfprofile für Sicherheitsschrauben bezeichnet, die in Produkten der Firmen Apple – erstmals Mitte 2009 zur Befestigung des Akkus im Notebook MacBook Pro – sowie Huawei – erstmals 2016 beim Smartphone P9 – eingesetzt werden.
Gebräuchlich sind folgende Größen:
- 0,8 mm (verwendet beim iPhone 6, iPhone 6 Plus,[3] iPhone 7, iPhone 7 Plus, iPhone 8, iPhone 8 Plus, iPhone X, iPhone XS, iPhone XS Max, iPhone XR, iPhone SE (2020), iPhone SE (2022))
- 1,2 mm (verwendet beim iPhone 4, iPhone 4s, iPhone 5, iPhone 5c, iPhone 5s)[4]
- TS4 (1,2 mm, verwendet ab 2010 im MacBook Air und ab 2012 im MacBook Pro mit Retina-Display)
- TS5 (1,5 mm, verwendet 2009 im 15″-Modell des MacBook Pro)

Alternativ wird zum Lösen von Pentalob-Schrauben auch das fünfzahnige Torx Plus Security Profil mit der Bezeichnung IPR1 verwendet.

## Namensgebung
Ob dieses System im Deutschen korrekt als Pentalobular oder – wie in einigen Artikeln – als Pentalob bezeichnet wird, ist unklar. Laut iFixit bezeichnet Apple diesen Typ als Pentalobe security screws.

## Kritik
Da das Pentalob-Profil gegenüber gängigen Schraubenkopfprofilen keine offensichtlichen technischen Vorteile hat, die bislang zur Anwendung gekommenen Schrauben mit Phillips-Kopf oder Torx-Kopf herstellerseitig bei Reparaturen sogar nachträglich gegen solche mit Pentalob-Profil ausgetauscht wurden und zudem kompatibles Handwerkzeug zunächst kaum verfügbar war, wird vermutet, dass der eigentliche Grund für ihre Verwendung war, das Öffnen der Geräte zu erschweren.
Auch der Autor der Steve-Jobs-Biografie, Walter Isaacson, gibt an, dass 2011 die ursprünglich in Apple-Geräten eingesetzten Schrauben durch Pentalobular-Schrauben ersetzt wurden, um unabhängigen Reparaturbetrieben das Öffnen des iPhone 4 zu erschweren.